# Lauren Perdue
Pour les articles homonymes, voir Perdue (homonymie).
Lauren Perdue née le 25 juin 1991 à Charlottesville est une nageuse américaine.

## Carrière
En 2012, elle termine quatrième du 200 m nage libre des sélections américaines pour les Jeux olympiques de Londres et pourra prendre part donc au relais 4 x 200 m nage libre. Elle est médaillée d'or aux Jeux olympiques d'été de 2012 avec le relais 4 x 200 m nage libre en ayant participé aux series.

## Palmarès

### Jeux olympiques
- Jeux olympiques de 2012 à Londres ( Royaume-Uni) :
  -  Médaille d'or au titre du relais 4 × 200 m nage libre[1].